# پارشنازداد
پارشنازداد یکی از فرماندهان نظامی ایرانی و مرزبان ارمنستان ساسانی بود. او پس از شهریاران‌بد و پیش از نامدار گشناسپ این مقام را بر عهده داشت.